# Sabine Szunerits
Sabine Szunerits, née le 4 août 1971, est une chercheuse, professeure à l'université de Lille, Faculté des sciences et technologies, spécialiste des biocapteurs et de la nano-médecine pour le traitement des infections virales et bactériennes ou l'hyperthermie.

## Biographie
Après des études en Autriche, Sabine Szunerits a passé un doctorat à l'université de Londres, sous la direction de l'électrochimiste J. Utley, avant de partir en post doctorat dans les équipes de D. Walt à Boston, et de C. Amatore à l'ENS, Paris. Professeure à l'université de Lille 1 en 31e section du CNU (chimie théorique, physique, analytique) depuis septembre 2009. Elle exerce au sein du département de chimie de l’université de Lille et au sein du groupe NanoBiointerface de l'Institut d'électronique, de microélectronique et de nanotechnologie (IEMN) de l'université de Lille. Elle est depuis 2008 professeure honoraire à la Shandong University en Chine.
Depuis 2022, elle est également directrice scientifique du laboratoire pour le diagnostic et les sciences de la vie (LiST) au sein de l'Université privée du Danube (DPU) en Autriche.
Elle a été nommée "membre junior" de l'Institut de France (IUF) en 2011 pour une période de 5 ans et est membre senior depuis 2022, Elle est Regional Representative of France de l'International Society of Electrochemistry depuis 2017.
Sabine Szunerits est impliquée dans plusieurs projets européens et a en particulier coordonné le projet FP7 PHOTORELEASE. Elle coordonne actuellement le projet H2020 PANG et le projet ANR NanoMERS.
Ses recherches se situent aux frontières de plusieurs disciplines, l'électrochimie, la spectroscopie, et la chimie des matériaux, avec des applications dans les domaines des biocapteurs et de la nanomédecine.

## Enquête pour inconduite scientifique
Sabine Szunerits fait l'objet de nombreux signalements de possible fraude scientifique sous forme principalement de duplication et de fabrication de données, publiquement visibles sur la plateforme PubPeer. Le lanceur d'alerte Leonid Schneider lui a consacré un article.
En décembre 2023, le journal Le Monde révèle que Sabine Szunerits et son compagnon Rabah Boukherroub font l'objet d'une enquête par les référents intégrité du CNRS et de l’Université de Lille, à la suite du signalement de plusieurs dizaines articles par des commentaires sur le site PubPeer.

## Distinctions

### Récompenses
- Médaille d'argent du CNRS (2018)[12],[13].
- Membre de l'Institut Universitaire de France entre 2011 et 2016[14].
- Membre du collège de l'American Institute for Medical and Biological Engineering (en) (AIMBE) dans la promotion 2022, pour sa contribution exceptionnelle à la nanomédecine pour la lutte contre les infections virales et bactérienne[15].

### Décoration
Le 13 juillet 2023, Sabine Szunerits est nommée au grade de chevalier dans l'ordre national de la Légion d'honneur.

## Publications
Fin 2023, elle avait publié depuis le début de sa carrière presque 500 articles, d'après un décompte dans la base Scopus.

### Ouvrages
- (en) Sabine Szunerits et Rabah Boukherroub, Introduction to plasmonics : advances and applications, 2015, Singapour, Pan Stanford publ., 358 p. (ISBN 978-981-4613-13-2 et 9814613134, OCLC 906025858, lire en ligne) ;
- (en) Sabine Szunerits, Rabah Boukherroub, Alison  Downard (Professor of Chemistry) et Jun-Jie Zhu, Nanocarbons for electroanalysis, 2017 (ISBN 978-1-119-24391-5 et 1119243912, OCLC 999671843, lire en ligne) ;
- (en) Sabine Szunerits, Rabah Boukherroub et Djamel Drider, Functionalized Nanomaterials for the Management of Microbial Infection : A Strategy to Address Microbial Drug Resistance, 2016, 338 p. (ISBN 978-0-323-41737-2 et 0-323-41737-X, OCLC 967096624, lire en ligne).